# Fibonacci-polinomok
A Fibonacci-polinomok a Fibonacci-számokhoz hasonló számsorozatok neve.

## 1. számú Fibonacci-polinomok
Az (1. számú) Fibonacci-polinomok kiszámítása a következő (A011973 sorozat az OEIS-ben):
C és n természetes számok, C az egész sorozatra jellemző konstans, n a sorozat elemének sorszáma.
{\displaystyle f_{1}(C,0)=0}
{\displaystyle f_{1}(C,1)=1}
{\displaystyle f_{1}(C,n+1)=Cf_{1}(C,n)+f_{1}(C,n-1)}
Ha n értéke 1-től 13-ig változik, a sorozat első elemei C-től függően ezek lesznek:
n=1: {\displaystyle (1)}
n=2: {\displaystyle (C)}
n=3: {\displaystyle (C^{2}+1)}
n=4: {\displaystyle (C^{3}+2C)}
n=5: {\displaystyle (C^{4}+3C^{2}+1)}
n=6: {\displaystyle (C^{5}+4C^{3}+3C)}
n=7: {\displaystyle (C^{6}+5C^{4}+6C^{2}+1)}
n=8: {\displaystyle (C^{7}+6C^{5}+10C^{3}+4C)}
n=9: {\displaystyle (C^{8}+7C^{6}+15C^{4}+10C^{2}+1)}
n=10: {\displaystyle (C^{9}+8C^{7}+21C^{5}+20C^{3}+5C)}
n=11: {\displaystyle (C^{10}+9C^{8}+28C^{6}+35C^{4}+15C^{2}+1)}
n=12: {\displaystyle (C^{11}+10C^{9}+36C^{7}+56C^{5}+35C^{3}+6C)}
n=13: {\displaystyle (C^{12}+11C^{10}+45C^{8}+84C^{6}+70C^{4}+21C^{2}+1)}
Az (1. számú) Fibonacci-polinomok (páratlan n-ek esetében) megkaphatók a következő formulával is:
{\displaystyle f_{1}(C,n)=\sum _{k=0}^{\frac {n-1}{2}}{\binom {n-1-k}{k}}C^{n-1-2k}}.
Az alábbi függvény (a Binet-formula általánosítása) is azonos eredményre vezet (ez a Fibonacci-polinomok kiszámításának legbonyolultabb módja):
{\displaystyle f_{1}(C,n)={\cfrac {\left({\cfrac {C+{\sqrt {C^{2}+4}}}{2}}\right)^{n}-\left({\cfrac {C-{\sqrt {C^{2}+4}}}{2}}\right)^{n}}{\sqrt {C^{2}+4}}}}

## 2. számú Fibonacci-polinomok
A Fibonacci-polinomoknak létezik egy másik „családja” is. Ez abban különbözik, hogy a műveletek során nem az utolsó, hanem az utolsó előtti polinomot kell szorozni a D konstanssal.
{\displaystyle f_{2}(D,0)=0}
{\displaystyle f_{2}(D,1)=1}
{\displaystyle f_{2}(D,n+1)=f_{2}(D,n)+Df_{2}(D,n-1)}
Értékei n = 1 ... 13 tartományra:
n=1: {\displaystyle (1)}
n=2: {\displaystyle (1)}
n=3: {\displaystyle (1+D)}
n=4: {\displaystyle (1+2D)}
n=5: {\displaystyle (1+3D+D^{2})}
n=6: {\displaystyle (1+4D+3D^{2})}
n=7: {\displaystyle (1+5D+6D^{2}+D^{3})}
n=8: {\displaystyle (1+6D+10D^{2}+4D^{3})}
n=9: {\displaystyle (1+7D+15D^{2}+10D^{3}+D^{4})}
n=10: {\displaystyle (1+8D+21D^{2}+20D^{3}+5D^{4})}
n=11: {\displaystyle (1+9D+28D^{2}+35D^{3}+15D^{4}+D^{5})}
n=12: {\displaystyle (1+10D+36D^{2}+56D^{3}+35D^{4}+6D^{5})}
n=13: {\displaystyle (1+11D+45D^{2}+84D^{3}+70D^{4}+21D^{5}+D^{6})}
Zárt formula:
{\displaystyle f_{2}(D,n)=\sum _{k=0}^{\frac {n-1}{2}}{\binom {n-1-k}{k}}D^{k}}
Általános alak:
{\displaystyle f_{2}(D,n)={\cfrac {\left({\cfrac {1+{\sqrt {1+4D}}}{2}}\right)^{n}-\left({\cfrac {1-{\sqrt {1+4D}}}{2}}\right)^{n}}{\sqrt {1+4D}}}}

### 1. megjegyzés
Legfőbb különbség a két polinom-család között az, hogy az 1. Fibonacci-polinomok "hiányosak" (vagy csupa páros, vagy csupa páratlan kitevőjű hatványt tartalmaznak).

### 2. megjegyzés
Mindkét polinom-családban közös, hogy ha az együtthatókat összeadjuk, akkor Fibonacci-számokat kapunk, például:
ha (n=11): {\displaystyle (1+9+28+35+15+1)=89},
vagy ha (n=13): {\displaystyle (1+11+45+84+70+21+1)=233}.

### 3. megjegyzés
A rekurzió miatt, ha n értéke osztható d-vel, akkor {\displaystyle f_{1}(C,n)} osztható {\displaystyle f_{1}(C,d)}-vel, illetve {\displaystyle f_{2}(D,n)} osztható {\displaystyle f_{2}(D,d)}-vel (akár konkrét számokról, akár polinomokról van szó).

### 4. megjegyzés
Mindkét esetben, ha n értéke prímszám, akkor a hozzá tartozó polinom irreducibilis (a természetes számok teste felett), ha n értéke összetett szám, akkor a hozzá tartozó polinom reducibilis.

### 5. megjegyzés
Az (1. számú) Fibonacci-polinomok általános alakjában szereplő {\displaystyle {\cfrac {C+{\sqrt {C^{2}+4}}}{2}}} kifejezés megkapható, mint az {\displaystyle x^{2}-Cx-1=0} (másodfokú) egyenlet nagyobbik (pozitív) gyöke is, továbbá ez a gyök egy állandó számokból álló („homogén”) lánctört határértéke is egyben:
{\displaystyle x_{1}={\cfrac {C+{\sqrt {C^{2}+4}}}{2}}=[C;C,C,C,C,C,C,C,\cdots ]=C+{\cfrac {1}{C+{\cfrac {1}{C+\cdots }}}}}.

## Arany, ezüst és fém-számokat előállító polinomok
A fent ismertetett két módszert kombinálni is lehet, (amikor a C-vel és a D-vel való szorzást egy ütemben hajtjuk végre):
{\displaystyle f_{3}(C,D,0)=0}
{\displaystyle f_{3}(C,D,1)=1}
{\displaystyle f_{3}(C,D,n+1)=Cf_{3}(C,D,n)+Df_{3}(C,D,n-1)}
Polinomjaink (ha (n) értéke 1-től 13-ig változik) a következők:
n=1: {\displaystyle (1)}
n=2: {\displaystyle (C)}
n=3: {\displaystyle (C^{2}+D)}
n=4: {\displaystyle (C^{3}+2CD)}  
n=5: {\displaystyle (C^{4}+3C^{2}D+D^{2})}
n=6: {\displaystyle (C^{5}+4C^{3}D+3CD^{2})}
n=7: {\displaystyle (C^{6}+5C^{4}D+6C^{2}D^{2}+D^{3})}
n=8: {\displaystyle (C^{7}+6C^{5}D+10C^{3}D^{2}+4CD^{3})}
n=9: {\displaystyle (C^{8}+7C^{6}D+15C^{4}D^{2}+10C^{2}D^{3}+D^{4})}
n=10: {\displaystyle (C^{9}+8C^{7}D+21C^{5}D^{2}+20C^{3}D^{3}+5CD^{4})}
n=11: {\displaystyle (C^{10}+9C^{8}D+28C^{6}D^{2}+35C^{4}D^{3}+15C^{2}D^{4}+D^{5})}
n=12: {\displaystyle (C^{11}+10C^{9}D+36C^{7}D^{2}+56C^{5}D^{3}+35C^{3}D^{4}+6CD^{5})}
n=13: {\displaystyle (C^{12}+11C^{10}D+45C^{8}D^{2}+84C^{6}D^{3}+70C^{4}D^{4}+21C^{2}D^{5}+D^{6})}
Vegyük az alábbi (másodfokú) egyenlet két gyökét (ahol C természetes szám, D egész szám):
{\displaystyle x^{2}-Cx-D=0}
{\displaystyle x_{1}={\cfrac {C+{\sqrt {C^{2}+4D}}}{2}}}
{\displaystyle x_{2}={\cfrac {C-{\sqrt {C^{2}+4D}}}{2}}}
Ezzel a két gyökkel (a Fibonacci-számokat generáló függvény mintájára) megkonstruálhatunk egy (három-változós) függvényt:
{\displaystyle f_{3}(C,D,n)={\cfrac {(x_{1})^{n}-(x_{2})^{n}}{x_{1}-x_{2}}}}, azaz
{\displaystyle f_{3}(C,D,n)={\cfrac {\left({\cfrac {C+{\sqrt {C^{2}+4D}}}{2}}\right)^{n}-\left({\cfrac {C-{\sqrt {C^{2}+4D}}}{2}}\right)^{n}}{\sqrt {C^{2}+4D}}}}.
Ez a függvény (a hozzá tartozó polinomokkal együtt) univerzális, mert
(I.) {\displaystyle (C=1)} és {\displaystyle (D=1)} esetén a Fibonacci-számokat állítja elő,
(II.) {\displaystyle (D=1)} és {\displaystyle (C=2,3,4)} esetén a METAL-számokat (ezüst, bronz, vörösréz) állítja elő.
(III.)
{\displaystyle (C=6)} és {\displaystyle (D=-1)} esetében azokat a számokat, melyeknek a négyzete háromszögszám, az {\displaystyle M^{2}=N(N+1)/2} (Diofantoszi) egyenlet egész (M) megoldásait:
M = 1, 6, 35, 204, 1189, 6930, 40391, 235416, 1372105, 7997214, 46611179, 271669860, 1583407981, 9228778026, 53789260175, 313506783024, 1827251437969, 10650001844790, 62072759630771, 361786555939836, 2108646576008245, 12290092900109634, 71631910824649559 ...
(IV.)
{\displaystyle (D=1)} és {\displaystyle (n=3)} esetében a {\displaystyle (C^{2}+1)} formulát kapjuk, ami {\displaystyle (C=2,4,16,256)} esetében a Fermat-féle prímszámokat állítja elő {\displaystyle (5,17,257,65537)}.
(V.)
{\displaystyle (C=3)} és {\displaystyle (D=-2)} esetében pedig Mersenne-számokat kapunk, képletük: {\displaystyle (M_{n}=2^{n}-1)}.
Bármilyen meglepő, ebből az következik, hogy a Mersenne-számok is rekurzívak:
{\displaystyle M_{0}=0}
{\displaystyle M_{1}=1}
{\displaystyle M_{n+1}=3M_{n}-2M_{n-1}}.